# Marc Mazza
Pour les articles homonymes, voir Mazza.
Marco Mazzacurati connu sous le nom de scène Marc Mazza (né le 18 avril 1938 à Paris) est un acteur et chef d'entreprise français.

## Biographie
Acteur de seconds rôles dans une vingtaine de films français et coproductions européennes, Marc Mazza est notamment connu pour avoir incarné le pistolero auquel Terence Hill distribue une volée de claques dans Mon nom est Personne. Fidèle du réalisateur Yves Boisset, il interprète un inquiétant agent secret chargé de surveiller Lino Ventura dans Espion, lève-toi en 1981.
En 1974, il fonde la société Hei Poa, spécialisé dans l'importation d'huile de monoï, produit qu'il découvre lors d'un voyage à Tahiti avec son épouse. Il en est le dirigeant jusqu'en 2003. Il a deux filles.

## Filmographie
- 1963 : OSS 117 se déchaîne d'André Hunebelle : Hugo, un homme de main
- 1964 : Les Félins de René Clément : le Corse
- 1966 : Rouletabille d'Yves Boisset (série TV - épisode Le Parfum de la dame en noir) : Mattoni
- 1970 : Le Passager de la pluie de René Clément : le passager McGuffin
- 1971 : La Belle Garce et le Truand (Popsy Pop) de Jean Herman : Tormenta
- 1972 : L'Attentat d'Yves Boisset : Le capitaine Lardi
- 1972 : Le Grand Duel de Giancarlo Santi : Eli Saxon
- 1972 : La Poursuite implacable de Sergio Solima : l'inspecteur de police
- 1972 : Sans sommation de Bruno Gantillon : Bastien, un membre du gang Capra
- 1973 : Mon nom est Personne de Tonino Valerii : Don John (crédité Mark Mazza)
- 1973 : Toute une vie de Claude Lelouch : un speaker des temps futurs
- 1974 : Le Fantôme de la liberté de Luis Buñuel : le sergent
- 1974 : Le Jeu avec le feu d'Alain Robbe-Grillet : un messager
- 1975 : Saint-Just et la Force des choses de Pierre Cardinal (téléfilm) : Joseph Fouché
- 1979 : Moonraker de Lewis Gilbert : le scientifique du laboratoire Venini
- 1981 : Quatre femmes, quatre vies (série TV) : Le psychothérapeute
- 1981 : Espion, lève-toi d'Yves Boisset : Ramos Bavila
- 1983 : Game over de Bernard Villot (court métrage)
- 1990 : La Tribu d'Yves Boisset : Le secrétaire de Castaing
- 1991 : Les Carnassiers d'Yves Boisset (téléfilm) : Livio